# أحمد إلياس حسين
أحمد إلياس حسين (ولد في 1 يناير 1943) هو مؤرخ وأكاديمي سوداني، متخصص في التاريخ الإسلامي والتاريخ الإفريقي. تتركز اهتماماته البحثية في موضوعات الحضارة الإسلامية، والتصوف، والهوية الثقافية في السودان.

## النشأة والتعليم
وُلد أحمد إلياس حسين في السودان عام 1943. حصل على درجة الليسانس في التاريخ من جامعة الأزهر عام 1966، ثم على درجة الماجستير في التاريخ الإسلامي من جامعة القاهرة عام 1977. وفي عام 1982، نال درجة الدكتوراه بمرتبة الشرف من معهد الدراسات الأفريقية التابع لجامعة القاهرة

## المسيرة الأكاديمية
بدأ حياته المهنية مدرسًا للتاريخ في المدارس الثانوية السودانية (1966–1978). بعد ذلك، عمل محاضرًا وأستاذًا مساعدًا في عدة جامعات داخل السودان وخارجه منها:
- جامعة الفاتح – ليبيا (1978–1983)
- جامعة الخرطوم – السودان (1983–1990)
- معهد تكوين المعلمين – زليتن، ليبيا (1990–1991)[3]
- الجامعة الإسلامية العالمية – ماليزيا (1991–2008)[4]

## المناصب الأكاديمية والإدارية
تولى أحمد إلياس حسين عدة مناصب إدارية خلال مسيرته الأكاديمية، منها
- رئاسة قسم التاريخ، كلية التربية، جامعة الخرطوم (1989–1990)[5]
- عضوية مجلس معهد الدراسات الأفريقية والآسيوية – جامعة الخرطوم
- عضوية هيئة تحرير مجلة البحوث التاريخية (طرابلس) بين 1979–1983[1]

## مؤلفات
له العديد من الكتب المؤلفة في مجالات التاريخ الإسلامي، التصوف، والهوية الثقافية، من أبرزها:
- دور فقهاء الإباضية في إسلام مملكة مالي قبل القرن 13م[6]
- مدخل إلى كتابة التاريخ ومنهج البحث فيه [7]
- الإباضية في المغرب العربي[8]
- تاريخ الأمة الإسلامية: عصر الرسول صلى الله عليه وسلم
- نحو مفهوم إسلامي لعلم التاريخ [9]
- History of Islam 132–656 AH –
- الوعي بالذات وتأصيل الهوية: دراسة لسكان السودان[10]
- مراجعات في تاريخ السودان [11]

## مساهماته في كتب جماعية
شارك الدكتور أحمد إلياس حسين في عدد من الكتب الجماعية التي نُشرت بمناسبة مؤتمرات علمية أو مشاريع بحثية، وقد أسهم فيها بفصول ودراسات متخصصة، منها:
- شارك في تأليف ورقة بعنوان "مساهمة المسلمين الأوائل وابن خلدون في تأسيس وتطوير النقد التاريخي" ضمن كتاب جماعي بعنوان ابن خلدون والتأريخ الإسلامي، الصادر عن الجامعة الإسلامية العالمية في كوالالمبور عام 2003 [12]
- شارك في كتاب مؤتمر علوم الشريعة في الجامعات: الواقع والطموح، الذي نظمته جمعية الدراسات والبحوث الإسلامية والمعهد العالي للفكر الإسلامي في الأردن عام 1416هـ / 1995م، وكان عنوان الورقة التي قدمها: علوم الشريعة: مراجعة للمصطلح ومدى استيعابه لمتطلبات العصر.[1]
- شارك في تأليف ورقة ضمن كتاب جماعي بعنوان ابن خلدون والتأريخ الإسلامي، الصادر عن الجامعة الإسلامية العالمية في كوالالمبور عام 2003. كانت عنوان ورقته: "مساهمة المسلمين الأوائل وابن خلدون في تأسيس وتطوير النقد التاريخي".[13]

## البحوث والأوراق العلمية
له عدد من البحوث والمقالات العلمية المنشورة في مجلات أكاديمية محكّمة، إضافةً إلى أوراق علمية قُدِّمت في مؤتمرات وندوات إقليمية ودولية، من أبرزها:
- سلسلة مقالات مصادر معرفتنا بتاريخنا القومي[14][15][16]
- سلسلة مقالات فترة الثقافات المبكرة من تاريخ السودان القديم [17][18][19]
- فتح صقلية ودور الأغالبة في البحر الأبيض المتوسط
- قوافل التجارة الصحراوية وممالك غرب إفريقيا في المصادر العربية
- الإسلام في مملكة غانا من خلال كتاب البكري
- مناهج البحث التاريخي عند الكافيجي[20]
- العلاقات بين المغرب الأقصى وبلاد السودان[21]
- قبيلة جهينة وعلاقتها بالنوبة[20]
- دور الصوفية في المجتمعات الأفريقية جنوب الصحراء[4]
- حضارة "ما قبل قسطل" "المجموعة أ" على النيل والصحراء الغربية[22]
- علوم الشريعة مراجعة للمصطلح و مدى استيعابه لمتطلبات العصر [23]
- ممالك منطقة أعالي النيل الأزرق قبل القرن السادس عشر الميلادي[22]
- بين المفهومين الإسلامي و الغربي بداية التاريخ البشري أسئلة ابتدائية[24]

## قائمة المصادر والمراجع
1. 1 2 3 4  "الدكتور أحمد إلياس حسين | المكتبة السعيدية". alsaidia.com. مؤرشف من الأصل في 2025-02-19. اطلع عليه بتاريخ 2025-07-11.
2. ↑  "قاربه بلا رياح: بروفيسور أحمد إلياس .. الغواص في بحر الهوية السودانية .. بقلم: د. محمود قلندر". سودارس. مؤرشف من الأصل في 2017-03-27. اطلع عليه بتاريخ 2025-07-18.
3. ↑  "الدكتور أحمد إلياس حسين | المكتبة السعيدية". alsaidia.com. مؤرشف من الأصل في 2025-02-19. اطلع عليه بتاريخ 2025-07-10.
4. 1 2  حسين، أحمد إلياس؛ حسين، د أحمد إلياس (31 ديسمبر 2006). "دور الصوفية في المجتمعات الأفريقية جنوب الصحراء 9 ـ 13 هـ . ، 15 ـ 19 م السودان أنموذجا". مجلة الجامعة الأسمرية. ج. 6: 325–249. DOI:10.59743/jau.v6i.218. ISSN:2706-9524. مؤرشف من الأصل في 2024-07-28.
5. ↑  "حول أصول سكان السودان 19 .. بقلم: د. أحمد الياس حسين". سودارس. مؤرشف من الأصل في 2022-05-24. اطلع عليه بتاريخ 2025-07-10.
6. ↑  "أحمد إلياس حسين - دور فقهاء الإباضية في إسلام مملكة مالي | PDF". Scribd (بالإنجليزية). Retrieved 2025-07-10.
7. ↑  أحمد إلياس حسين (2024م). مدخل إلى كتابة التاريخ ومنهج البحث فيه. سلسلة الدراسات التاريخية (28). دار اريثريا. ص. ٣٨.{{استشهاد بكتاب}}:  صيانة الاستشهاد: التاريخ والسنة (link)
8. ↑  "الاباضية في المغرب العربي · bibliographie · maktaba". ibadica.org. اطلع عليه بتاريخ 2025-07-11.
9. ↑  نحو مفهوم اسلامي لعلم التاريخ. الجامعة الاسلامية العالمية بمليزيا،. 2001. ISBN:978-983-9727-55-5.
10. ↑  مداميك (18 مايو 2021). "صدور (4) كتب من دار النشر جامعة الخرطوم و(13) كتاباً تحت الطبع". صحيفة مداميك. اطلع عليه بتاريخ 2025-07-10.
11. ↑  إلياس، حسين، أحمد (2016). مراجعات في تاريخ السودان. Markaz Bināʼ al-Ummah lil-Buḥūth wa-al-Dirāsāt. ISBN:978-99942-1-290-3.
12. ↑  "https://www.aotalecso.org/translatedbooks/%D8%A7%D9%84%D8%B5%D8%AD%D8%B1%D8%A7%D8%A1%20%D8%A7%D9%84%D9%83%D8%A8%D8%B1%D9%89%20(%D8%B3%D9%84%D8%B3%D9%84%D8%A9%20%D8%A7%D9%84%D8%AF%D8%B1%D8%A7%D8%B3%D8%A7%D8%AA%20%D8%A7%D9%84%D9%85%D8%AA%D8%B1%D8%AC%D9%85%D8%A9%20%D8%9B%202)?book_id=569853&returnUrl=/translators/translated-book/%25D8%25A3%25D8%25AD%25D9%2585%25D8%25AF%2520%25D8%25A5%25D9%2584%25D9%258A%25D8%25A7%25D8%25B3%2520%25D8%25AD%25D8%25B3%25D9%258A%25D9%2586?translator_id=416243". www.aotalecso.org. اطلع عليه بتاريخ 2025-07-10. {{استشهاد ويب}}: روابط خارجية في |عنوان= (مساعدة)
13. ↑  Abushouk، Ahmed Ibrahim؛ International Islamic University Malaysia؛ International Islamic University Malaysia، المحررون (2003). Ibn Khaldun and Muslim historiography (ط. First edition). Gombak: Research Center, International Islamic University Malaysia. ISBN:978-983-2957-07-2. {{استشهاد بكتاب}}: |طبعة= يحوي نصًّا زائدًا (مساعدة)
14. ↑  حسين، د أحمد الياس (24 أكتوبر 2017). "تدشين كتاب الذات السودانية ومصادر معرفتنا التاريخية 1". صحيفة الراكوبة. اطلع عليه بتاريخ 2025-07-11.
15. ↑  "مصادر معرفتنا بتاريخنا القومي (3) .. بقلم: د. أحمد الياس حسين". سودارس. اطلع عليه بتاريخ 2025-07-11.
16. ↑  "مصادر معرفتنا بتاريخنا القومي (8) .. بقلم: د. أحمد الياس حسين". سودارس. اطلع عليه بتاريخ 2025-07-11.
17. ↑  "فترة الثقافات المبكرة من تاريخ السودان القديم 13". Al Sudan net. 22 أكتوبر 2022. مؤرشف من الأصل في 2022-10-22. اطلع عليه بتاريخ 2025-07-11.
18. ↑  حسين، د أحمد الياس (31 أكتوبر 2022). "فترة الثقافات المبكرة من تاريخ السودان القديم 14". صحيفة الراكوبة. مؤرشف من الأصل في 2025-03-18. اطلع عليه بتاريخ 2025-07-11.
19. ↑  "فترة الثقافات المبكرة من تاريخ السودان القديم 16 (الحلقة الأخيرة)". Al Sudan net. 18 يناير 2023. مؤرشف من الأصل في 2023-01-18. اطلع عليه بتاريخ 2025-07-11.
20. 1 2  "بحث". search.mandumah.com. مؤرشف من الأصل في 2025-07-01. اطلع عليه بتاريخ 2025-07-10.
21. ↑  "العلاقات بين المغرب الأقصى و بلاد السودان في القرن 2 ه / 8 م حملة السودان و قيام دولة أنبية". مركز المعرفة الرقمي. اطلع عليه بتاريخ 2025-07-10.
22. 1 2  "بحث". search.mandumah.com. مؤرشف من الأصل في 2025-07-01. اطلع عليه بتاريخ 2025-07-11.
23. ↑  "علوم الشريعة مراجعة للمصطلح و مدى استيعابه لمتطلبات العصر". search.emarefa.net. اطلع عليه بتاريخ 2025-07-11.
24. ↑  "بين المفهومين الإسلامي و الغربي بداية التاريخ البشري أسئلة ابتدائية". مركز المعرفة الرقمي. اطلع عليه بتاريخ 2025-07-11.

## روابط خارجية
- [https://www.youtube.com/watch?v=M5LQaL4Zy2Q «الوعي بالذات وتأصيل الهوية» – لقاء مع أحمد إلياس حسين عبر قناة
- «تأملات في الهوية السودانية» – محاضرة للدكتور أحمد إلياس حسين عبر منبر أهل الرأي